# Еделевское сельское поселение
Еде́левское се́льское поселе́ние — муниципальное образование в составе Кузоватовского района Ульяновской области. Административный центр — село Еделево. 

## История
Первыми основателями села Еделево по предположению, были охотники. Они поселились сначала временно (2-3 семьи). На месте села в то время был сосновый бор. Село пересекают две небольшие речки Беркулейка и Томышевка, которые в восточной части села сливаются в одну. За речками было болото. Сначала заселялось место, где теперь находятся клуб и церковь. Первое кладбище поселенцев было на месте зимней церкви. Озеро за церковью было больше, берега заболочены. Рядом — три мордовских села: Томылово в 12 км, в 7 км — Кивать, до нынешнего райцентра Кузоватово 16 км. Заселение Томылова началось с 1650 года, Еделево — лет на 20 позже и еще позднее заселялись села Кивать и Кузоватово. Вокруг местность холмистая, изрезанная оврагами и балками. Село окружает смешанный лес, где много грибов. Основное занятие жителей: земледелие и скотоводство. Мужчины плотничали: делали дровни, сани, колеса, а зимой отправлялись на лошадях в извоз на реку Яик (на Урал), меняли свои изделия на рыбу и деньги.

## Население
| 2010  | 2012  | 2013  | 2014  | 2015  | 2016  | 2017  |
| ----- | ----- | ----- | ----- | ----- | ----- | ----- |
| 2883  | ↘2791 | ↘2680 | ↘2583 | ↘2493 | ↘2435 | ↘2382 |
| 2018  | 2019  | 2020  | 2021  |       |       |       |
| ↘2338 | ↘2292 | ↘2230 | ↗2442 |       |       |       |

## Состав сельского поселения
В состав поселения входят 10 населённых пунктов: 7 сёл и 3 посёлка.
| №  | Населённый пункт | Тип населённого пункта       | Население |
| -- | ---------------- | ---------------------------- | --------- |
| 1  | Алексеевка       | село                         | 0         |
| 2  | Еделево          | село, административный центр | ↘987      |
| 3  | Заводской        | посёлок                      | 48        |
| 4  | Зелёный Курган   | посёлок                      | 2         |
| 5  | Кивать           | село                         | 1194      |
| 6  | Красная Балтия   | село                         | 218       |
| 7  | Красный Бор      | посёлок                      | ↘14       |
| 8  | Лесное Чекалино  | село                         | 11        |
| 9  | Никольское       | село                         | 323       |
| 10 | Шемурша          | село                         | 86        |